# سياسة التأشيرات في جمهورية إفريقيا الوسطى
سياسة التأشيرات في جمهورية أفريقيا الوسطى تجب على الزائرين الحصول على تأشيرة من إحدى البعثات الدبلوماسية لجمهورية أفريقيا الوسطى أو من إحدى البعثات الدبلوماسية الفرنسية في بلادهم أو إذا أتوا من إحدى الدول المعفاة من التأشيرة.

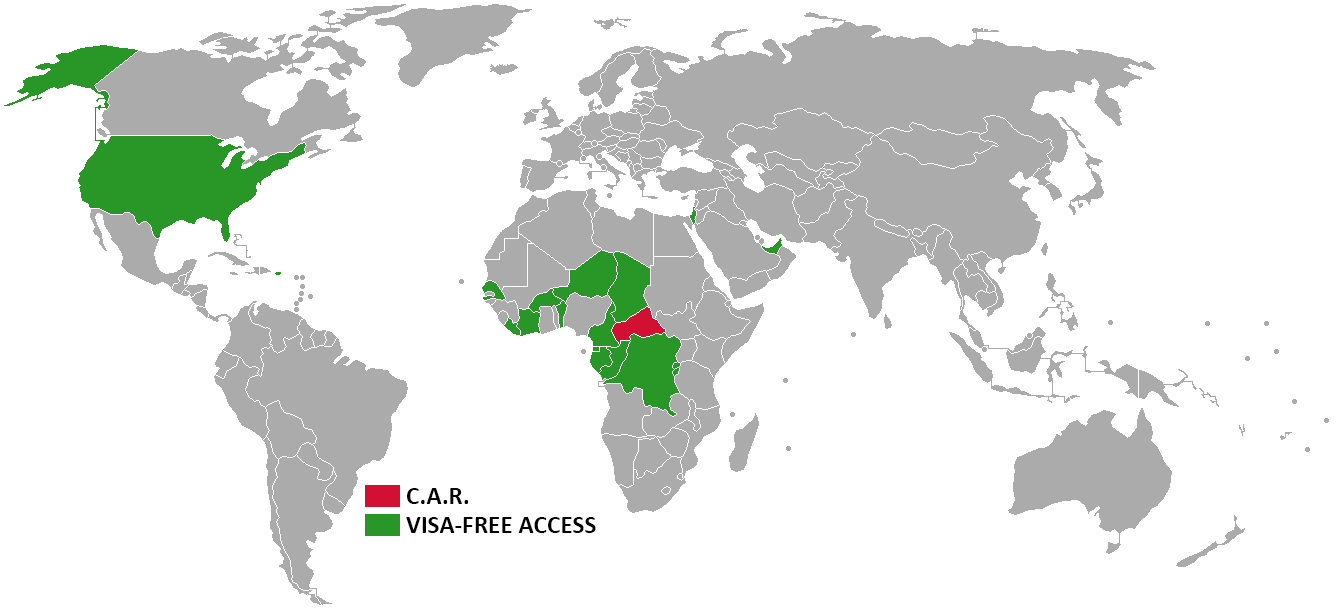
سياسة التأشيرات في جمهورية أفريقيا الوسطى

## الإعفاء من التأشيرة
يمكن لمواطني 13 دولة زيارة جمهورية أفريقيا الوسطي بدون تأشيرة لمدة تصل إلى 90 يوماً:
| - بنين - بوركينا فاسو - بوروندي - الكاميرون - تشاد - جمهورية الكونغو - جمهورية الكونغو الديمقراطية | - ساحل العاج - إسرائيل - ليبيريا - النيجر - رواندا - السنغال |  |

يسمح بالعبور بدون تأشيرة للمسافرين المستمرين في رحلتهم على متن نفس الطائرة إلى بلد ثالث.